# Hedera algeriensis
A Hedera algeriensis az ernyősvirágzatúak (Apiales) rendjébe, ezen belül a zellerfélék (Apiaceae) családjába tartozó faj.

## Előfordulása
A Hedera algeriensis előfordulási területe Észak-Afrika nyugati fele. Ez a növény Algériában és Tunéziában őshonos.
Dísznövényként az ember széthordta a nagyvilágba.

## Képek

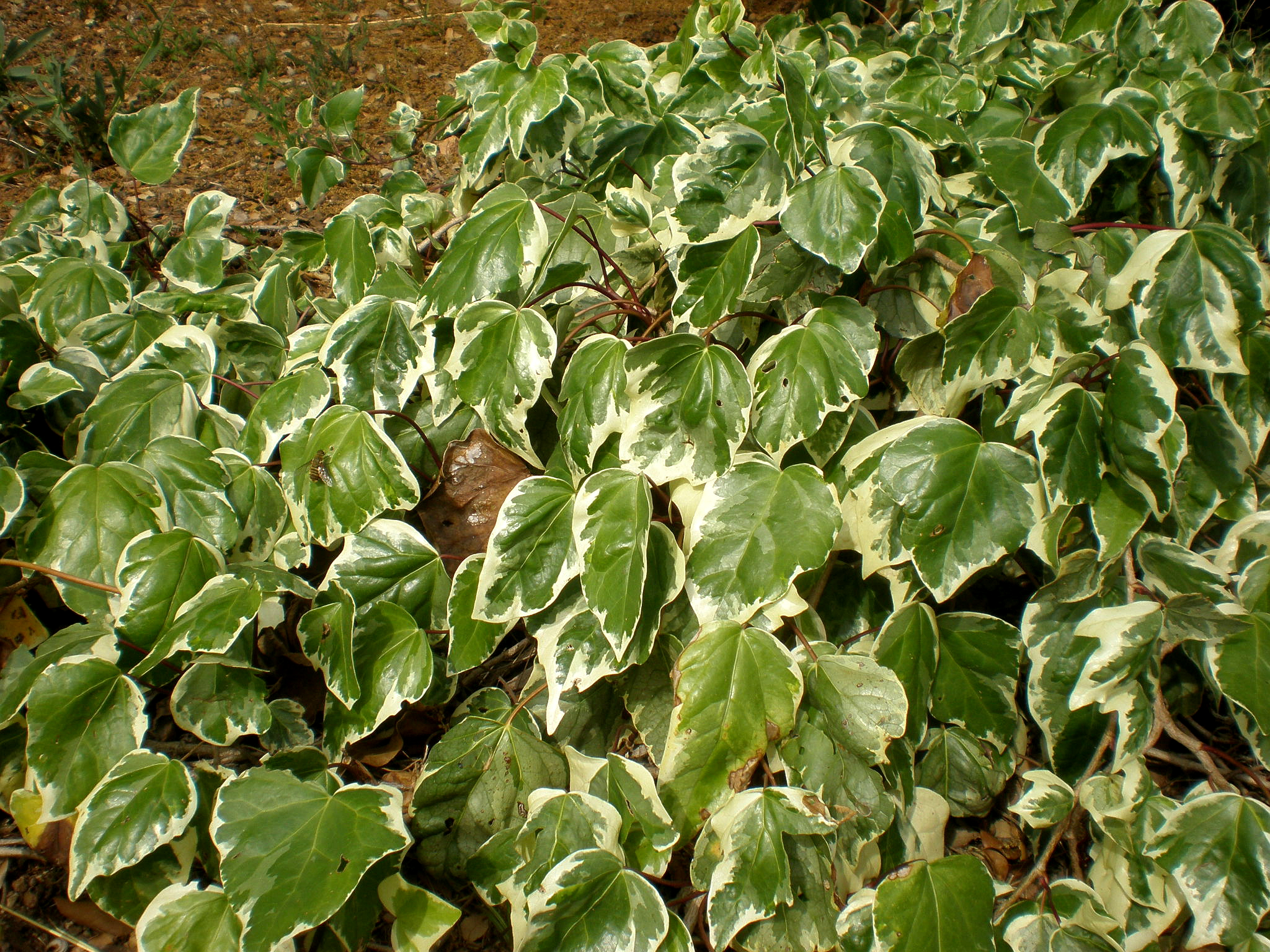
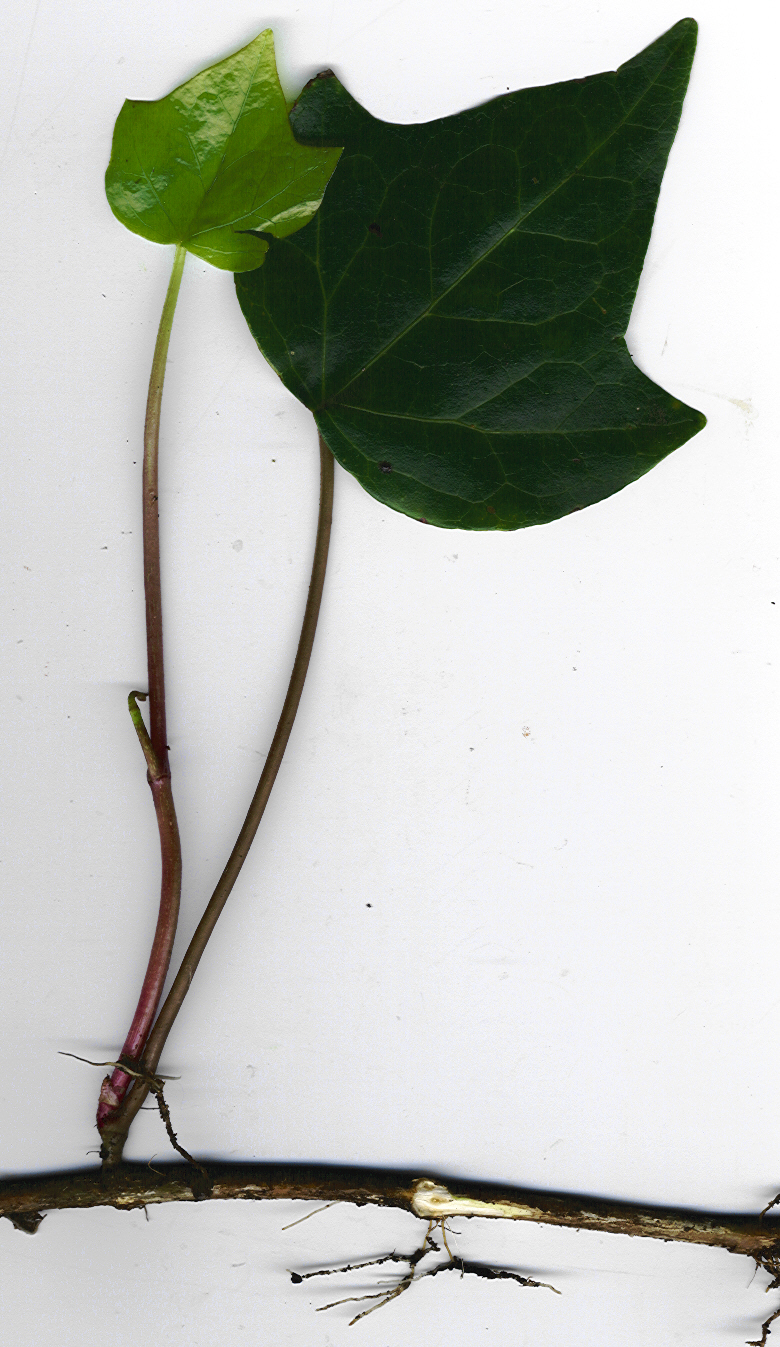

## Megjelenése
Hosszúra növő és szélesre elterülő örökzöld kúszónövény. A szára vöröses és szőrös; két típusú lehet: az egyik a termő, ez keményebb és levelei egyszerűbbek és fiatal ivartalanok melyeknek a levelei karéjosabbak. A levelek váltakozva helyezkednek el. A termőszár levelei oválisan-rombuszosak, 12-20 centiméter hosszúak és 5-12 centiméter szélesek; az ivartalan szárain a levelek 3-5 karéjúak. A virágzata 13-15 bolyhos virágból tevődik össze.